# Davor Čebron
Davor Čebron est un joueur slovène de volley-ball né le 25 janvier 1981. Il mesure 1,97 m et joue central.

## Clubs
| Club                 | Pays     | De        | À         |
| -------------------- | -------- | --------- | --------- |
| Salonit Anhovo Kanal | Slovénie | 1999-2000 | 2003-2004 |
| OK Sostanj Tapolsica | Slovénie | 2004-2005 | 2004-2005 |
| Autocommerce Bled    | Slovénie | 2005-2006 | 2008-2009 |

## Palmarès
- Top Teams Cup (1)
  - Vainqueur : 2007
- MEVZA (2)
  - Vainqueur : 2007, 2008
- Championnat de Slovénie (4)
  - Vainqueur : 2006, 2007, 2008, 2009
- Coupe de Slovénie (3)
  - Vainqueur : 2007, 2008, 2009